# Festival international du film de Thessalonique 2000
Le Festival international du film de Thessalonique 2000 constitue la 41e édition du Festival international du film de Thessalonique. Elle se tient du 10 au 19 novembre 2000.

## Jury
- Président : Jerzy Skolimowski
- Jurés :
  - Judit Elek
  - Fred Kelemen (en)
  - Tuncel Kurtiz
  - Alberto Barbera
  - Jorge Sanchez
  - Fotos Lambrinos

## Films sélectionnés
- En ouverture : Vengo
- En clôture : Escrocs mais pas trop

### Sélection grecque
- Polaroïd

## Palmarès
- Transit Palace (Paweł Pawlikowski) : Alexandre d'or
- Lost Killers (Dito Tsintsadze) : Alexandre d'argent
- Marzieh Meshkini (Le Jour où je suis devenue femme) : meilleur réalisateur
- Christian Petzold (Contrôle d'identité) : meilleur scénario
- Dina Korzun (Transit Palace) : meilleure actrice
- Misel Matisevic (Lost Killers) et Paddy Considine  (Transit Palace) : meilleurs acteurs ex æquo
- Szczęśliwy człowiek (Małgorzata Szumowska) : prix artistique
- Klisti Dromi (Stavros Ioannou) : Mention spéciale